# Ponte Carate
Ponte Carate è una frazione del comune di San Genesio ed Uniti in provincia di Pavia posta a nordest del centro abitato, verso Zeccone.

## Storia
Ponte Carate (CC G835), noto nel XIII secolo come Ponte Carali, fece parte del Parco Nuovo. Nel 1871 il comune fu soppresso e aggregato a San Genesio.

## Società

### Evoluzione demografica
- 184 nel 1751
- 306 nel 1805
- 373 nel 1861[2]